# Школа № 1252 имени Сервантеса

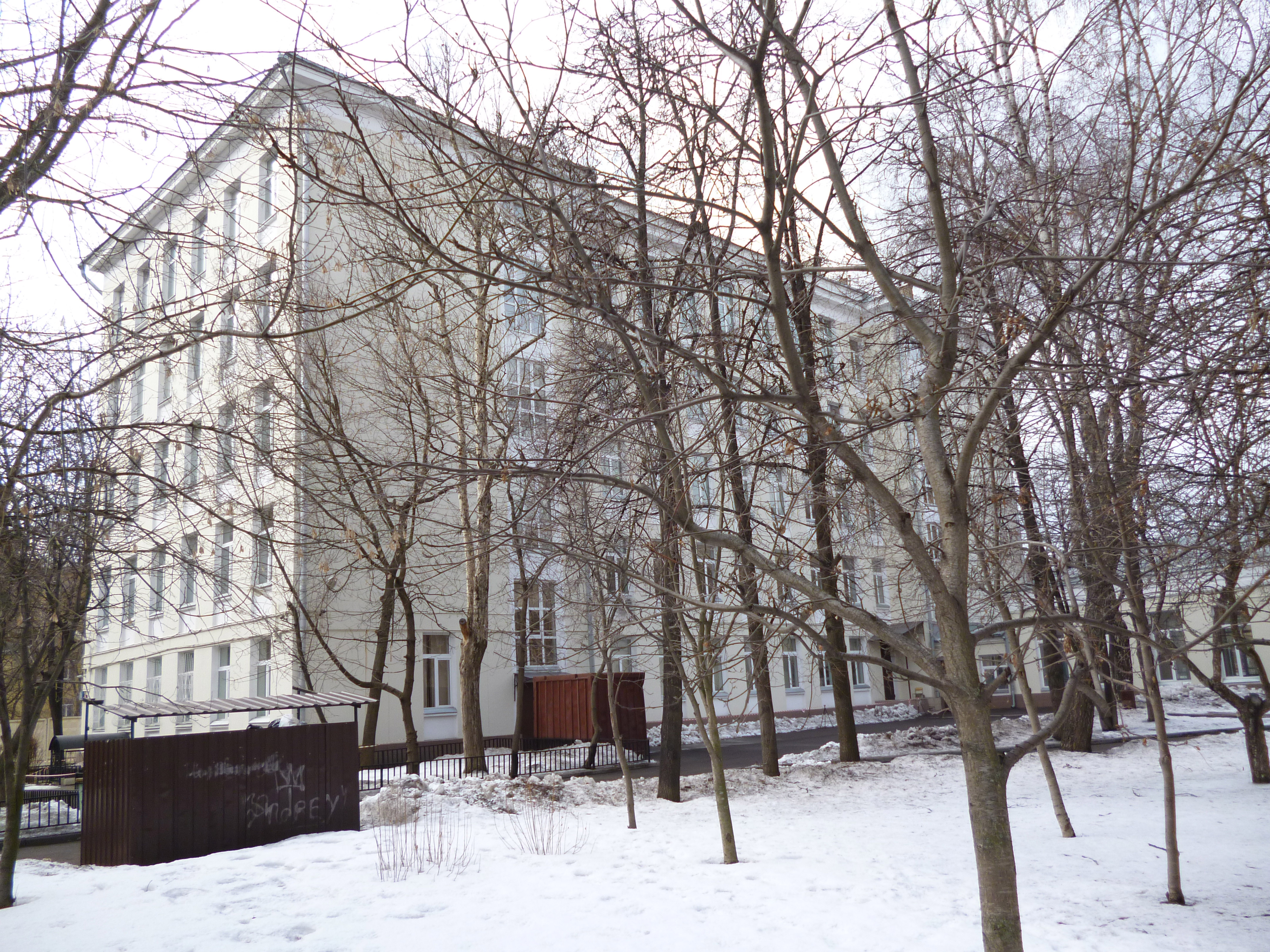
Вид со двора

Школа № 1252 имени Сервантеса с углублённым изучением испанского языка расположена в районе Сокол Северного административного округа Москвы.

## История
Основана в 1959 году как школа № 140 Ленинградского района. Построена по типовому проекту МЮ-1 (архитекторы А. М. Степанов и И. А. Чекалин). С 1973 года школа стала языковой с углублённым изучением испанского и получила номер 82. В конце 1970-х была объединена со школой № 156. До 1983 года в школе также преподавались английский и немецкий языки для тех, кто перевёлся в школу, будучи пятиклассником и старше; более младшие переведшиеся в школу приступали к изучению испанского языка.
В конце 1980-х школа получила новый номер 1252. В 1997 году школе было присвоено имя испанского писателя Мигеля де Сервантеса. В 1999 году школа получила статус ассоциированной при ЮНЕСКО.
Директора школы:
1. Волчков Алексей Васильевич, 1959—1962
2. Кострюков Александр Сергеевич, 1962—1976
3. Гумерова Ирина Александровна, 1976—1979
4. Осетрова Нина Александровна (преподавательница русского языка и литературы),1979 — 2003
5. Филатова Ирина Анатольевна (преподавательница русского языка и литературы), 2003—2005
6. Анурова Ирина Владимировна (выпускница 1991 года, преподавательница испанского языка), 2005 - н.в.

В конце 1980-х годов в школе преподавал физику Д. А. Шнейдеров.
Среди выпускников школы — журналист Владимир Мезенцев, журналистка Вероника Марченко и писатель, сатирик, блогер и кинокритик Алекс Экслер.

## Школа сегодня
Школа является активным участником международных образовательных программ. В 2006 году школа № 1252 вошла в рейтинг лучших школ Москвы, составленный газетой «Известия». В 2007 году школа № 1252 оказалась в числе победителей общегородского конкурса образовательных учреждений, внедряющих инновационные общеобразовательные программы.
В школе с 2007 года действует музей «Во имя Родины». Экспозиция музея посвящена Гражданской войне в Испании и Великой Отечественной войне. Также в музее содержится раздел о Победе и рассказы о ветеранах района Сокол.
Заместитель директора школы по иностранным языкам Марина Григорьевна Полисар награждена орденом Дружбы (2009) и тремя орденами Королевства Испании: Дамским Бантом ордена «За гражданские заслуги» (1993), орденом королевы Изабеллы Католической (2005), Большим крестом ордена Альфонсо Х Мудрого (2011).
В 2022 году был сдан в эксплуатацию новый учебный корпус школы (Малый Песчаный пер., д. 4А). Он имеет 4 этажа с техподвалом и построен из монолитных железобетонных конструкций. Общая площадь составляет 7,1 тыс. м². Корпус рассчитан на 400 учащихся с 5 по 11 класс. На первом этаже находится вестибюль, диспетчерский пункт, учебные классы, пищеблок на 200 мест и малый спортивный зал. На втором этаже размещается большой спортивный зал с раздевалками и душевыми. В новом корпусе также есть актовый зал на 240 мест с эстрадой и артистической, радиоузел, фото и видео студии, кабинеты робототехники и информационных технологий, а также кабинеты с лабораториями для естественнонаучных дисциплин. Корпус оборудован системой видеонаблюдения и охранной сигнализацией. Лифты приспособлены для учеников с ограниченными возможностями. Во дворе устроены спортивные площадки.

## Положение в рейтингах
Школа № 1252 регулярно входит в рейтинги лучших школ Москвы, составленные департаментом образования по результатам образовательной деятельности:
| Год   | 2011 | 2012 | 2013 | 2014 | 2015 | 2016 | 2017 | 2018 | 2019  | 2020  | 2021  | 2022 |
| ----- | ---- | ---- | ---- | ---- | ---- | ---- | ---- | ---- | ----- | ----- | ----- | ---- |
| Место | 101  | 81   | 65   | 31   | 37   | 24   | 24   | 25   | 21—70 | 21—70 | 21—70 | 1—20 |